# براندون جوستين
براندون جوستين (بالإنجليزية: Brandon Heath)‏ هو مغني ومغن مؤلف أمريكي، ولد في 21 يوليو 1978 في ناشفيل في الولايات المتحدة.

## وصلات خارجية
- الموقع الرسمي
- براندون جوستين على موقع ميوزك برينز (الإنجليزية)
- براندون جوستين على موقع أول ميوزيك (الإنجليزية)
- براندون جوستين على موقع ديسكوغز (الإنجليزية)